# Sainte Inquisition (Luxley)
Pour les articles homonymes, voir Inquisition (homonymie).
Sainte Inquisition est le second tome de la série Luxley de Valérie Mangin, Francisco Ruizgé et Jean-Jacques Chagnaud.
Quelques années avant que ne commence l'histoire, alors que les royaumes d'Europe ont envoyé leurs armées conquérir Jérusalem et la Terre sainte, d'étranges guerriers venus de l'ouest envahissent le vieux continent. Les atlantes, comme on les surnomme bientôt, arrivent facilement à bout des forces dispersées qui leur font face et établissent leur domination sur le continent.
Robin, un temps capturé par le gouverneur atlante de Paris, s'est échappé en compagnie du jeune Roi de France. Ajournant la mission qui lui a été confié, il dirige une armée de rebelles que les atlantes ne parviennent pas à repousser, ni même à repérer. Le peyotl qu'il a bu pendant son emprisonnement semble lui permettre de jouer à armes égales avec les atlantes. Mais les improbables victoires de Robin éveillent l'attention d'un autre pouvoir, celui de l'église de Rome et de sa Sainte Inquisition.